# Кудиновцы
Кудиновцы (укр. Кудинівці) — село в Зборовской городской общине Тернопольского района Тернопольской области Украины.
Код КОАТУУ — 6122680702. Население по переписи 2001 года составляло 131 человек.
До 2020 года входило в Зборовский район.

## Географическое положение
Село Кудиновцы находится на берегу реки Восточная Стрыпа,
выше по течению на расстоянии в 0,5 км расположено село Беримовцы,
ниже по течению на расстоянии в 2 км расположено село Кудобинцы.

## История
- 1785 год — дата основания.